# Mustafa Eskihellaç
Mustafa Eskihellaç (* 5. května 1997) je turecký profesionální fotbalista, který hraje jako levého záložníka za klub Trabzonspor a turecký národní tým.

## Klubová kariéra
Dne 18. ledna 2018 podepsal Eskihellaç smlouvu s Yeni Malatyaspor po úspěšných sezonách v TFF 3. Lig. Svůj profesionální debut absolvoval při remíze 1:1 s Kasımpaşa SK dne 9. února 2018.
V poslední den lednového přestupového trhu 2019 byl Eskihellaç jedním z 22 hráčů, kteří během dvou hodin podepsali smlouvu s tureckým klubem Elazığspor.
Dne 23. července 2022 podepsal Eskihellaç tříletou smlouvu s Gaziantepem.
Dne 8. února 2025 podepsal smlouvu na tři a půl roku s Trabzonsporem.

## Reprezentační kariéra
Eskihellaç reprezentoval Turecko U20 na Turnaji v Toulonu 2018.
Svůj debut v seniorské reprezentaci Turecka si odbyl 7. června 2025 v přátelském zápase proti Spojeným státům.